# ورتیکال هامینگبرد
ورتیکال هامینگبرد (به انگلیسی: Vertical Hummingbird) یک بالگرد آمریکایی است که در سال ۱۹۹۱ در سنفورد، فلوریدا معرفی شد. این بالگرد به‌شکل کیت سی‌کی‌دی ارائه می‌شود تا خریداران آنها را بصورت دستی سرهم کنند. هامینگبرد تا سال ۲۰۲۰ همچنان در خط تولید است.

## طراحی و توسعه
هامینگبرد از بالگرد قدیمی سیکورسکی اس-۵۲ توسعه یافته‌است که برای نخستین بار در سال ۱۹۴۷ پرواز کرده بود. بالگرد هامینگبرد دارای یک موتور چهارزمانهی شش‌سیلندر لایکومینگ ۴۳۵ و هواخنک است که ۲۶۵ اسب بخار نیرو تولید می‌کند. دماغه و شیشه جلوی این بالگرد متعلق به بل ۲۰۶ است. وزن این بالگرد ۸۳۹ کیلوگرم است که نسبت به قدرت موتور و استحکام بدنه، کمی زیاد می‌باشد. گنجایش سوخت بالگرد نیز ۲۲۰ لیتر است.

## مشخصات
داده‌ها از Bayerl and Vertical Aviation
ویژگی‌های عمومی
- خدمه: ۱
- ظرفیت: ۳ سرنشین
- عرض: ۵ فوت ۰ اینچ (۱٫۵۲ متر)
- ارتفاع: ۸ فوت ۷ اینچ (۲٫۶۲ متر)
- ایرفویل: NACA 0015
- وزن خالی: ۱٬۸۵۰ پوند (۸۳۹ کیلوگرم)
- وزن ناخالص: ۲٬۸۰۰ پوند (۱٬۲۷۰ کیلوگرم)
- ظرفیت سوخت: ۵۷ گالون آمریکایی (۴۷ گالون بریتانیایی؛ ۲۲۰ لیتر)
- پیشرانه: ۱ عدد شش سیلندر هواخنک چهارزمانه مخصوص هواگرد Lycoming IVO-435, ۲۶۵ اسب بخار (۱۹۸ کیلووات)
- قطر روتور اصلی:  ۳۳ فوت ۰ اینچ (۱۰٫۰۶ متر)

عملکرد
- سرعت کروز: ۱۰۰ مایل بر ساعت (۱۶۰ کیلومتر بر ساعت، ۸۷ گره)
- بیشینه سرعت مجاز: ۱۲۰ مایل بر ساعت (۱۹۰ کیلومتر بر ساعت، ۱۰۰ گره)
- بُرد: ۳۷۵ مایل (۶۰۴ کیلومتر، ۳۲۶ مایل دریایی)
- حداکثر ارتفاع: ۱۴٬۰۰۰ فوت (۴٬۳۰۰ متر)
- نرخ صعود: ۹۵۰ فوت بر دقیقه (۴٫۸ متر بر ثانیه) at ۲٬۸۰۰ پوند (۱٬۲۷۰ کیلوگرم)